# Medusa (pel·lícula)
Medusa és una pel·lícula de terror i fantasia brasilera del 2023 dirigida i escrita per Anita Rocha da Silveira. La pel·lícula és protagonitzada per Mariana Oliveira i s'inspira en el mite de Medusa per explicar la història d'un grup de dones joves que fan tot el possible per mantenir l'aparença de dones perfectes, sotmetent-se a un règim d'opressió. El repartiment de suport està format per Lara Tremouroux, Joana Medeiros, Felipe Frazão, Thiago Fragoso i Bruna Linzmeyer.

## Argument
Fa moltes eres, va sorgir i encara s'explica en societat una llegenda, la història de Medusa. Era sacerdotessa de la deessa verge Atena, però va ser violada per Posidó en el seu lloc de pregària i devoció. Com a càstig, Atenea va convertir els seus cabells en serps i qualsevol home que la mirés es convertiria en pedra. Avui dia, el mite encara és àmpliament conegut. La Mariana (Mariana Oliveira) és una dona jove que fa tot el possible per mantenir l'aspecte de la dona perfecta. Ella i els seus amics faran tot el que estigui al seu abast per controlar-ho tot i tots els que els envolten i resistir-se a la temptació, però l'impuls de cridar es fa cada cop més fort.

## Repartiment
- Mariana Oliveira com a Mariana
- Lara Tremouroux com a Michele
- Joana Medeiros com a Karen
- Felipe Frazao com a Lucas
- Thiago Fragoso com el pastor Guilherme
- Bruna G. com a Clarissa
- Bruna Linzmeyer com a Melissa
- Carol Romano com a Vivian
- Fernanda Lasevitch com a Rita
- Isadora Ruppert com a Dani
- Julianna Pimenta com a Lulu
- Anita Chaves com a Paty
- Natalia Balbino com a Jennifer
- João Vithor Oliveira com a Jonathan
- Arthur Santileone com el vigilant Arthur
- Bruno Marques com el vigilant Bruno
- Gui Heck com Vigilante Heck
- João Gana com el vigilant João
- Fernando Lucio com el vigilant Fernando
- Lucas André com el guàrdia de seguretat André
- Marcelo Petzen com el guàrdia de seguretat Marcelo
- Lucio Martínez com el Vigilant Martínez
- Néstor Siqueira com el vigilant Nestor
- Pablo Cortez com el Vigilant Pablo
- Danilo Mateus com a Guàrdia de Seguretat Tavarez
- Inez Viana com a Dona Carmen
- Ana Suely Malta com a Dona Francisca
- Marcio Mariante com el Doctor Arnaldo
- Julia Roliz com a Julia
- Barbara Sut com a Sara
- Dora Freind com a Leticia
- Gabriel Salabert com a Carlos
- Ivson Rainero com a "Home fidel"
- Clarisse Zarvos com a "Dona fidel"
- Luciana Novak com "Falsa Melissa"

## Producció

### Antecedents

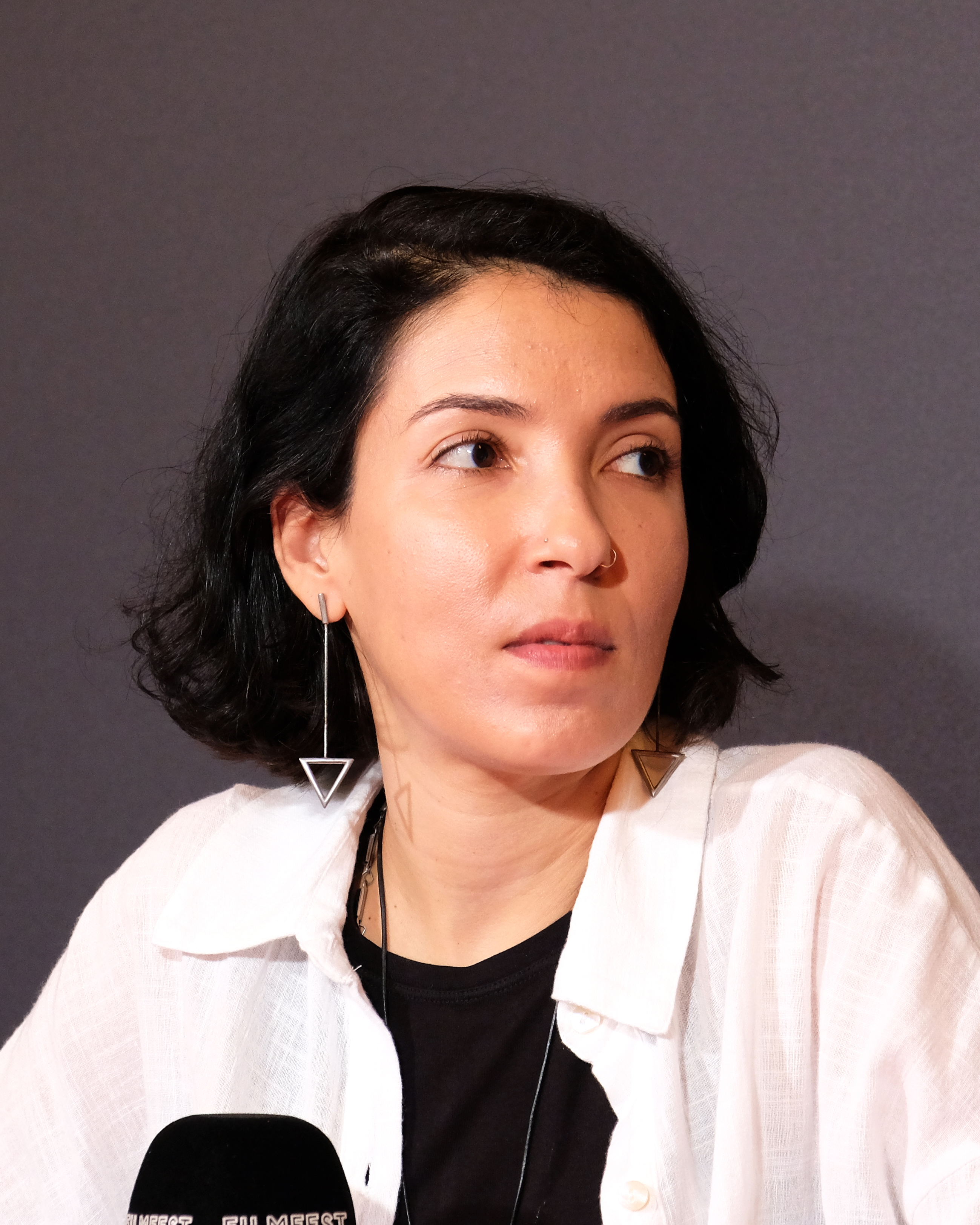
Anita Rocha da Silveira a concebre i va dirigir la pel·lícula, que va sorgir de la seva observació dels problemes socials

Segons la directora Anita Rocha da Silveira, que també és responsable del guió, la pel·lícula neix de la seva pròpia observació de la societat brasilera dels darrers anys, que ha reprès la defensa d'un model de dona que és "guapa, recatada i casolana". A més, la cineasta coneixia una sèrie de reportatges periodístics del 2015 que informaven d'atacs contra dones joves considerades "promiscues" pels atacants que també eren dones.
La notícia va fer que Anita recordés immediatament el mite de Medusa.A la versió més coneguda del mite, Medusa va ser una de les donzelles més belles i una sacerdotessa del temple d'Atenea. No obstant això, va cedir als avenços de Posidó, indignant Atenea, la deessa verge. Com a càstig, Atena va transformar els bells cabells de Medusa en serps i li va desfigurar la cara fins al punt de convertir en pedra qualsevol que la mirava. Medusa va ser castigada per la seva sexualitat, per desitjar i per no ser “pura”. A partir d'aquesta unió entre el mite i la realitat, Anita es va adonar que, fins i tot després de segles, les dones encara volen controlar-se les unes a les altres. Potser aquesta és una manera de mantenir el control sobre si mateixes ja que van créixer amb por de cedir als seus impulsos i ser etiquetades com a "histèriques". El control també implica aparença i bellesa, ja que la idea que aquests són els seus principals atributs està arrelada a les seves ments. Fan dietes per assolir un pes "estàndard" i se sotmeten a procediments estètics dolorosos amb l'esperança de mantenir-se joves per sempre.

### Càsting
Mariana (interpretada per Mari Oliveira) és el personatge principal de la pel·lícula i està retratada com una bella jove que, juntament amb els seus amics, forma part d'un grup anomenat Preciosas do Altar, en el qual s'esforcen per evitar caure en la temptació. Anita ja havia treballat amb Mari en el seu primer llargmetratge, Mate-me por Favor, i va escriure el paper especialment per a l'actriu. Més de 200 joves, entre actors i actrius, van ser provats per al càsting. Anita va treballar juntament amb el productor de càsting Giovani de Barros, que havia estat el seu amic durant molts anys, a l'elecció del repartiment. Alguns actors van ser convidats, com Bruna Linzmeyer, que ja era amiga personal del director, i Thiago Fragoso, nominat pel productor executiu, que sempre va dir que seria un pastor excel·lent, i la mateixa Anita va parlar amb l'actor sobre el paper. Joana Medeiros, que interpreta la infermera, i Inez Viana, que fa una aparició convidada, també van ser especialment escollides. Tanmateix, la majoria del repartiment jove va ser escollit mitjançant audicions obertes a les xarxes socials.

### Desenvolupament
La concepció de Medusa va començar l'any 2015 i el rodatge va tenir lloc abans de la pandèmia el novembre de 2019. Produïda per Bananeira Filmes de Vania Catani i MyMama Entertainment Faour de Mayra Auad, la pel·lícula és distribuïda per Vitrine Filmes a través del projecte Sessão Vitrine, contemplat pel PROAC 34/2022, un programa de foment de la cultura del Govern de l'Estat de São Paulo i la Secretaria de Cultura i Economia Creativa de l'Estat de São Paulo.

## Llançament
La pel·lícula es va estrenar el 12 de juliol de 2021 al Festival Internacional de Cinema de Canes, a França, on va ser seleccionada per ser projectada a la Quinzena de Cineastes, que va tenir lloc entre el 7 i el 17 de juliol paral·lela a la projecció oficial del festival. La pel·lícula va tenir bona repercussió al festival francès,. El 15 de setembre de 2021 es va estrenar al Canadà i va ser un dels moments destacats del 46è Festival Internacional de Cinema de Toronto. Deu dies després, el 25 de setembre, es va tornar a veure a França al Festival Reflets du Cinéma Ibérique et Latino Américain, a Villeurbanne. El 7 d'octubre va ser aplaudit al LIV Festival Internacional de Cinema Fantàstic de Catalunya. Durant l'octubre de 2021, la pel·lícula encara va girar per països europeus i es va veure a Itàlia al Festival de Cinema de Milà (9), de nou a França al Festival Internacional de Cinema de La Rouche-sur-Yon (13), i a Àustria, on es va presentar al Festival Internacional de Cinema de Viena - Viennale el 23. Al Brasil es va mostrar oficialment al Festival do Rio.
El 26 d'octubre, Medusa es va estrenar al Festival Internacional de Cinema de Filadèlfia als Estats Units. El 6 de novembre va ser presentat a Suïssa al 27è Festival Internacional de Cinema de Ginebra. Es va projectar al Raindance Film Festival el mateix dia (6), al Regne Unit, cloenda de la projecció de la pel·lícula de l'esdeveniment. Es va tornar a mostrar als Estats Units al AFI Latin American Film Festival. Les projeccions dels festivals de cinema van continuar el 2022. A principis d'any, el 26 de gener, va participar al Festival Internacional de Cinema de Rotterdam, als Països Baixos. S'ha projectat en festivals de cinema dels Estats Units, inclòs el Festival Internacional de Cinema de Miami el 6 de març, el Milwaukee Film Festival el 22 d'abril i el Maryland Film Festival el 29 d'abril. Va ser seleccionat per al Festival de Cinema Brasiler de París, que es projectarà el 31 de març. Es va estrenar a Corea del Sud al Festival de Cinema de Jeonju el 29 d'abril. El 25 de juny es va estrenar a Alemanya durant el 39è Festival de Cinema de Munic, que es mostra a la secció competitiva CineVision.
Comercialment, la pel·lícula es va estrenar a França el 16 de març de 2022. El 29 de juliol va tenir una estrena limitada als Estats Units. Es va distribuir als cinemes de Polònia a partir del 14 d'agost. A Alemanya, Medusa va arribar als cinemes l'1 de desembre. Al Brasil, el llançament comercial va tenir lloc només el 16 de març de 2023. La pel·lícula es va distribuir a diverses ciutats brasileres, incloses São Paulo, Rio de Janeiro, Aracaju, Belo Horizonte, Brasilia, Fortaleza, Goiânia, João Pessoa, Palmas, Porto Alegre, Recife, Salvador i Vitória. La distribució l'ha fet Vitrine Filmes a través del projecte Sessão Vitrine.

## Recepció

### Crítica

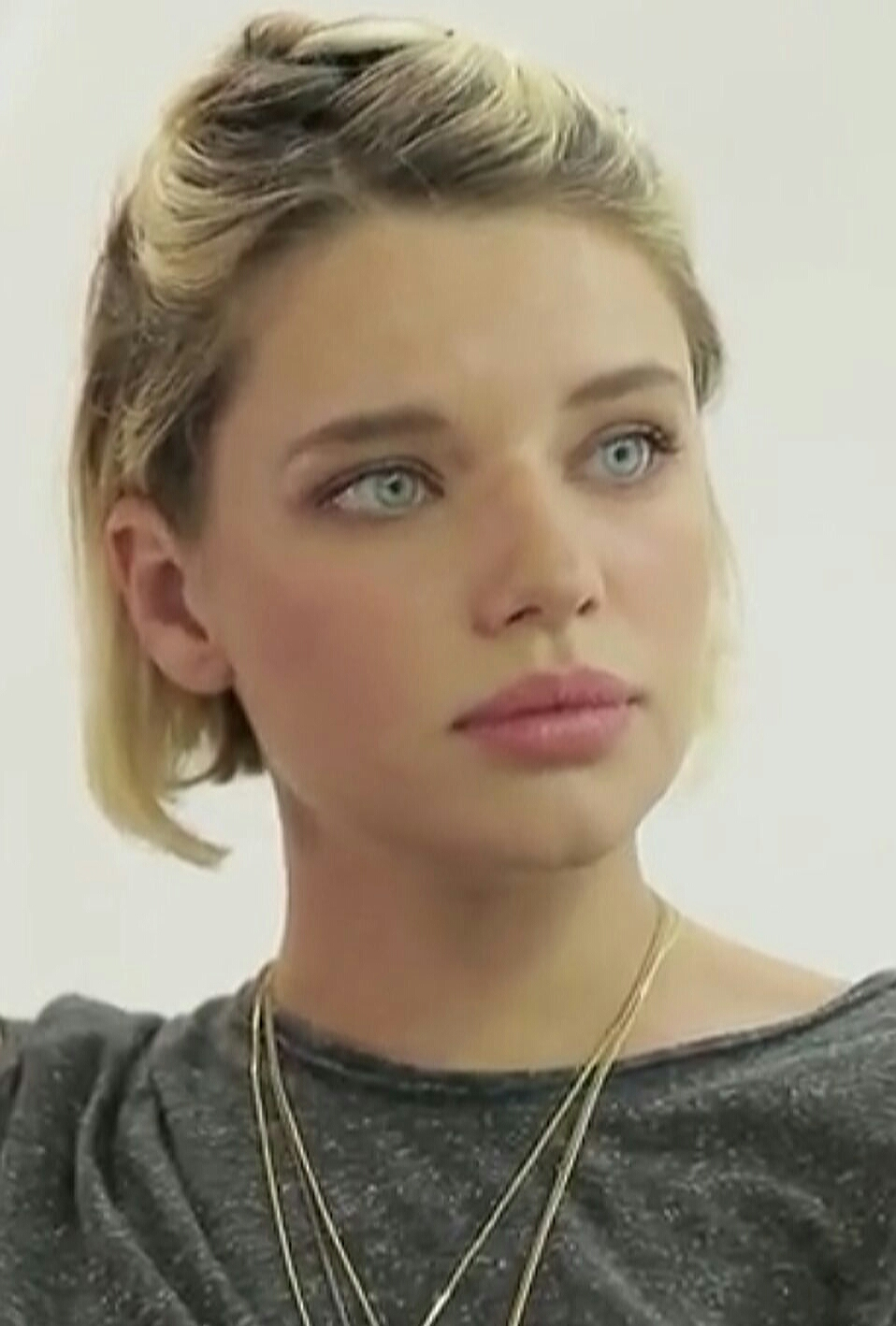
L'escena inicial de la pel·lícula amb Bruna Linzmeyer es va assenyalar com un dels aspectes més destacats de la pel·lícula.

Medusa va rebre un gran reconeixement de la crítica internacional i nacional. A Rotten Tomatoes, el 84% de les 44 ressenyes són positives, amb una valoració mitjana de 7,4/10. I el consens del lloc diu: "En una barreja tonal elegant i ben interpretada, Medusa s'enfronta a la hipocresia religiosa i el sexisme amb una ràbia forta." Al seu torn, Metacritic va assignar una mitjana ponderada de 67 de 100 basats en 10 ressenyes. La pel·lícula va tenir una bona acollida i va guanyar premis a diversos festivals de cinema on es va projectar, especialment a nivell internacional. Escriptura per al lloc web Omelete, Paula Febbe va dir que la pel·lícula combina elements de mitologia, terror i religió per criticar l'extrema dreta i promoure la llibertat de les dones de diverses formes d'opressió. Febbe va escriure que no és una pel·lícula de terror intensa que, tot i que l'horror és present a l'atmosfera i la proximitat aterridora a la realitat, no es basa en ensurts sobtats, sobrenaturalitat i escenes gore. En canvi, la pel·lícula utilitza el grotesc i l'estrany de manera magistral i provocativa dins del gènere de terror. Va destacar l'escena inicial, on Bruna Linzmeyer es retorça en un ball que la fa semblar un insecte que lluita per sobreviure a l'insecticida, i va assenyalar que és una de les millors escenes que ha vist mai en una pel·lícula de terror nacional.
Per a Plano Crítico, Roberto Honorato ha escrit que la pel·lícula se centra en la construcció d'unes escenes que barregen la tensió del thriller esattunidenc amb l'estètica del cinema italià, inspirada en l'estil de directors com Bava o Argento, i gran part d'això es destaca en l'ús de l'excel·lent i inquietant banda sonora de Bernardo Uzeda, influenciada per bandes com Goblin (que va fer grans col·laboracions amb Dario Argento) o Tangerine Dream. La combinació del rock gòtic de Siouxsie & The Banshees amb MPB de Marina Lima en la seva versió de "Uma Noite e ½" és una de les decisions més intel·ligents que va fer la pel·lícula, que fa que la combinació de thriller, drama, comèdia i musical sigui encara més atractiva.
Cecília Barroso, per la web Cenas de Cinema, va escriure que l'obra presenta complexitat tant en la seva forma com en el seu contingut. Com a terror de primera qualitat, incorpora influències de diverses escoles del gènere. El tradicional es fusiona amb l'energia d'un cinema inventiu, destacada per la força d'una trama que traspua la joventut que representa, un element encara molt present -de manera molt positiva- en l'obra del director. Rocha da Silveira utilitza colors i llums per crear un ambient impactant, utilitzant el neó per emfatitzar l'escena, centralitzant els cossos, exposant-los o amagant-los segons sigui necessari per evocar les sensacions desitjades, i domina perfectament l'ús de la banda sonora, tant en la manipulació del so com en la selecció de cançons. En el seu impressionant collage pop, crea l'escenari ideal per a una història que parla del present surrealista que ens enfrontem, encara que en la ficció encara està per veure.

### Premis i nominacions
| Any  | Esdeveniment                                                | Categoria                                              | Receptor(s)                                     | Resultat  | Ref.   |
| ---- | ----------------------------------------------------------- | ------------------------------------------------------ | ----------------------------------------------- | --------- | ------ |
| 2021 | Festival de Cinema Raindance                                | Millor Pel·lícula Internacional                        | Medusa                                          | Nominat   | [ 4 ]  |
| 2021 | LIV Festival Internacional de Cinema Fantàstic de Catalunya | Millor Pel·lícula                                      | Medusa                                          | Nominat   | [ 4 ]  |
| 2021 | LIV Festival Internacional de Cinema Fantàstic de Catalunya | Millor direcció – Noves Visions                        | Anita Rocha da Silveira                         | Guanyador | [ 4 ]  |
| 2021 | Festival Internacional de Cinema de Sant Sebastià           | Millor Pel·lícula Llatinoamericana                     | Medusa                                          | Guanyador |        |
| 2021 | Festival do Rio                                             | Millor Pel·lícula (Première Brasil)                    | Medusa                                          | Guanyador | [ 4 ]  |
| 2021 | Festival do Rio                                             | Millor actriu secundària                               | Lara Tremouroux                                 | Guanyador | [ 4 ]  |
| 2022 | Festival de Cinema de Munix                                 | Millor Pel·lícula de Director Debutaant                | Medusa                                          | Nominat   |        |
| 2022 | Buenos Aires Festival Internacional de Cinema Independent   | Millor Pel·lícula                                      | Medusa                                          | Nominat   |        |
| 2022 | Festival Internacional de Cinema de Miami                   | Premi Knight Marimbas                                  | Medusa                                          | Nominat   |        |
| 2022 | Festival Internacional de Cinema de Miami                   | Menció d’honor d’actuació                              | Mariana Oliveira                                | Guanyador |        |
| 2022 | Festival Internacional de Cinema de Palm Springs            | Millor Pel·lícula Ibero-americana                      | Medusa                                          | Nominat   | [ 4 ]  |
| 2022 | Festival Internacional de Cinema de Palm Springs            | Menció honorífica de Millor Pel·lícula Ibero-americana | Medusa                                          | Guanyador | [ 4 ]  |
| 2022 | IndieLisboa International Independent Film Festival         | Millor Pel·lícula Internacional                        | Medusa                                          | Nominat   | [ 4 ]  |
| 2022 | IndieLisboa International Independent Film Festival         | Premi especial TVCine Channels                         | Anita Rocha da Silveira                         | Guanyador | [ 4 ]  |
| 2022 | Festival Internacional de Cinema de Jeonju                  | Millor Pel·lícula Internacional                        | Medusa                                          | Nominat   |        |
| 2022 | Prêmio ABC de Cinematografia                                | Millor muntatge                                        | Marilia Moraes                                  | Nominat   | [ 25 ] |
| 2022 | Prêmio ABC de Cinematografia                                | Millor So                                              | Bernardo Uzeda, Gustavo Loureiro e Evandro Lima | Nominat   | [ 25 ] |
| 2022 | Prêmio ABC de Cinematografia                                | Millor fotografia per a un llargmetratge               | João Atala                                      | Nominat   | [ 25 ] |
| 2022 | Festival Internacional de Cinema de Tromsø                  | Millor pel·lícula internacional                        | Medusa                                          | Guanyador | [ 26 ] |
| 2022 | Festival Internacional de Cinema de Tromsø                  | Premi Aurora                                           | Anita Rocha da Silveira                         | Guanyador | [ 26 ] |